# 2024 au Burkina Faso
Chronologie du Burkina Faso
- 2020
- 2021
- 2022
- 2023
- 2024
- 2025
- 2026
- 2027
- 2028

Cet article traite des événements qui se sont produits durant l'année 2024 au Burkina Faso.

## Événements

### Janvier
- 14 janvier : enlèvement à son domicile de l’ancien chef d’état-major de la gendarmerie Evrard Somda[1].
- 15 janvier : enlèvement à son domicile de Prosper Bassolé, directeur du cabinet d'Ebomaf[2].

### Février
- 20 février : enlèvement de Rasmané Zinaba, chargé à l'organisation du mouvement Balai Citoyen
- 21 février : diffusion des images de Dr Ablassé Ouédraogo, président du parti politique Le Faso Autrement, enlevé le 23 décembre 2023[3],[4],[5].
- 25 février : attentat de l'église d'Essakane[6].
- 28 février : dissolution de l'unité spéciale d'intervention des Eaux et Forêts[7].

### Mars
- 6 mars : la journée du 15 mai est décrétée "Journée des coutumes et des traditions" au Burkina Faso[8].
- 8 mars : jeux africains Accra 2023, 13e édition prévue du 8 au 23 mars 2024.
- 13 mars : réduction significative des prix des examens de scanner IRM et actes d'hémodialyse[9].
- 20 mars : Hugues Fabrice Zango décroche la première médaille d'or aux jeux africains Accra 2023 en triple saut avec un bond de 16,97m[10],[11].
- 21 mars : Marthe Kaola  décroche la médaille d'argent au jeux africains 2023 dans la discipline du saut en longueur avec un saut mesuré à 6,81m[12],[13]
- La sixième édition de l'Initiative Women Leadership in Africa (WOLAF) et la cinquième édition du Salon des Initiatives Féminines pour le Développement (SifeD)  est prévue du mercredi 27 au vendredi 29 mars 2024 dans la salle de conférence internationale de Ouaga 2000; Le thème retenu: "Place des femmes dans le dialogue pour la sécurité et la consolidation de la paix ".

### Avril
- Le mois de patrimoine burkinabè, 2ème édition prévue du 18 avril au 18 mai 2024, sur toute l’étendue du territoire national, sous le thème « L’éducation au patrimoine : facteur de cohésion sociale au Burkina Faso »[14].
- La Semaine nationale de la Culture, édition 2024 est prévue du 27 avril au 5 mai 2024 à Bobo-Dioulasso[15]. Le thème retenu est : " Culture, mémoire historique et sursaut patriotique pour un Burkina nouveau''. L'édition est placée sous la présidence du président de la Transition le Capitaine Ibrahim Traoré.
- 16 avril : Expulsion de trois diplomates français résident au Burkina Faso pour "pour activités subversives"[16].
- 19 avril: Rencontre entre les ministres de la défense du Burkina Faso et de la Côte d'ivoire à Niangoloko autour des tensions qui existent entre les deux pays[17].
- 20 avril: Priscilla Traoré est élue miss université 2024[18]
- 20 avril: Hugues Fabrice Zango décroche la médaille d'argent au Diamond League 2024 de Xiamen en Chine.
- 23 avril: la cour administrative d'appel de Ouagadougou confirme la décision du tribunal administratif  en demandant  la libération de Me Guy Hervé Kam[19].
- 25 avril : Faysal Sawadogo remporte la médaille d’or en Taekwondo au tournoi international d’Estonie à Tallin[20].
- 27 avril : Marthe Koala remporte la médaille d’or de la Diamond league en Chine au meeting de Suzhou[21].
- 27 avril : Safoura Compaoré remporte la médaille d’or au championnat ouest africain de Bodybuilding à Accra au Ghana[22].
- 27 avril au 04 mai: 21 édition de la SNC ( semaine nationale de la culture)[23].

### Mai
- 02 mai: cheffe Emilie Yaméogo a remporté à Lomé le prix du meilleur chef cuisinier d'Afrique de l'Ouest au West Africa Food Festival[24].
- 08 Mai: Kundé d'or remporté par l'artiste Amzy[25]
- 15 mai : institutionnalisation de la journée des coutumes et traditions[26].
- 24 mai : Assises nationales dans le but délibérer sur la suite à donner au régime de transition d’Ibrahim Traoré. La transition politique doit selon la charte de la transition s’achever le 1er juillet 2024[27].

### Juin
- 14 juin: 27 nuit des Galian qui a eu lieu au CENESA. Il n'y a pas eu de super Galian cette année[28].

### Juillet
- 06 juillet: Première sommet des chefs d'Etats de l’Alliance des Etats du Sahel (AES)[29].

### Août
- 24 août : attaque et massacre de population à Barsalogho, près de la ville de Kaya, dans la région du Centre-Nord, faisant plus d'une centaine de victimes[30].

### Septembre
- 03 septembre : lancement officiel de l'établissement d'un nouveau passeport qui sera biométrique et sans le logo de la CEDEAO[31].

### Octobre
- 25 octobre : la dix-septième édition du Salon International de l'Artisanat de Ouagadougou (SIAO) prévue du 25 octobre au 03 novembre  sous le thème: «Artisanat africain, entrepreneuriat des jeunes et autonomisation» [32],[33].
- Du 25 au 26 octobre 2024 : 7ème édition des Rencontres Musicales Africaines (REMA) autour du thème : « Afro digital créatif et économique en émergence ». Et pour la première fois cette édition aura lieu à Bobo-Dioulasso [34],
- 26 octobre: Retrait du Tour du Faso du calendrier de l’Union cycliste internationale (UCI), à la suite de la participation de la Russie à la compétition[35].
- Du 26 au 29 octobre 2024 : 13ème édition des Récréâtrales autour du thème : «Tourner la face au soleil »[36] .

### Novembre
- Du 12 au 17 novembre 2024 : 3ème édition des Rencontres Cinématographes de Sya autour du thème : « Éléments sonores dans les Cinémas d’Afrique, de la diaspora et des Afro-descendances »[37] .

### Décembre
- 6 décembre : Dissolution du gouvernement par le président Ibrahim Traoré[38].
- 7 décembre : Jean Emmanuel Ouedraogo est nommé nouveau Premier ministre du Faso[39].
- 17 Décembre : Ouverture de la 8 ème édition du Salon International du prêt à porter africain de Ouagadougou à la place des nations[40]

## Décès
- 1er mai : Pierre Claver Damiba, économiste et homme politique ;
- 9 janvier :  Frédéric Guirma, écrivain et homme politique ;
- 9 juillet : Ernest Zongo, coureur cycliste ;
- 8 novembre : Titinga Frédéric Pacéré, avocat, écrivain, poète et chef traditionnel ;
- 9 novembre : Jean-Marie Untaani Compaoré, prélat burkinabé et archevêque catholique romain.
- 24 décembre : Sanou Adji, artiste musicienne burkinabè[41]